# Xorides harringtoni
Xorides harringtoni är en stekelart som beskrevs av Sievert Allen Rohwer 1920. Xorides harringtoni ingår i släktet Xorides och familjen brokparasitsteklar. Inga underarter finns listade i Catalogue of Life.